# Basarab V Neagoe
Basarab V Neagoe (1459 – 15 settembre 1521) fu voivoda (principe) di Valacchia dal 1512 fino alla sua morte.
Appartenente al potente clan di boiari dei Craiovești, signori d'Oltenia, Neagoe fu il primo voivoda della schiatta. Alla sua morte il trono di Valacchia tornò ad essere conteso tra le antiche stirpi dei Drăculești e dei Dănești.

## Biografia

### Origini e scalata al potere
Basarab V Neagoe era figlio del potente boiaro Pârvu Craiovescu, del clan Craiovești, Mare Vornic ("Gran Giustiziere") di Valacchia dai tempi del voivoda (principe) Vlad IV Călugărul (1485), e della di lui moglie Neaga Hotarani. Una volta assurto al trono, Basarab V misconobbe la paternità di Pârvu e si professò illegittimo del voivoda Basarab IV Ţepeluș cel Tânăr, già avversario di Vlad Călugărul. Agendo in questo modo, Basarab Neagoe non solo si inserì a pieno titolo nella secolare contesa tra Drăculești e Dănești per il controllo sulla Valacchia, ma legò anche il proprio nome e quello dei suoi discendenti alla casa reale dei Basarabidi, cioè la stirpe che regnava sulla Valacchia fin dal tempo della sua creazione quale stato indipendente.
Basarab Neagoe fece il suo ingresso a corte nel 1501, quando il voivoda Radu IV cel Mare lo nominò Postlenic (Ciambellano). Alla morte di Radu (1508), Neagoe, schierato su posizioni filo-ottomane e parente del Bey di Nicopoli Maometto Bey Mihaloglu, accettò la signoria di Mihnea I cel Rău, appoggiato dai turchi. Già nel 1509, Neagoe fu costretto però a lasciare la Valacchia ed a rifugiarsi presso il sultano per sfuggire alle persecuzioni di Mihnea. Ritornato al potere come Conte nel 1510, una volta che Mihea e suo figlio Mircea III Dracul erano stati scacciati dall'intervento armato di Maometto Mihaloglu, Basarab Neagoe organizzò l'omicidio di Mihnea ed iniziò a macchinare per la conquista del trono ai danni del nuovo voivoda, Vlad V cel Tânăr. Tra il 1511 ed il 1512, Neagoe si ribellò al suo sovrano e, con l'appoggio turco, lo sconfisse presso Bucarest prendendo per sé il trono il 23 gennaio 1512.

### Il regno
Forte dell'appoggio turco ed attento a non compromettere la pace con il Regno d'Ungheria, Basarab V Neagoe assicurò al regno di Valacchia un decennio di tranquillità e prosperi commerci sia verso la Transilvania che a sud del Danubio. Regnò fino al giorno della sua morte (15 settembre 1521); a partire dal 1517 aveva affiancato al trono suo fratello, Preda Craioveșcu, Ban d'Oltenia.
Basarab V Neagoe svolse una vivace attività diplomatica, mediando tra i potentati danubiani e l'Europa occidentale sia da un punto di vista politico (allacciò contatti con la Repubblica di Venezia e con il Papato) che religioso, promuovendo la causa della riunificazione tra la Chiesa cristiana ortodossa e la Chiesa cattolica romana.
Come i suoi predecessori, Basarab V fu munifico mecenate della chiesa, promuovendo l'erigenda e la ristrutturazione di chiese e monasteri non soltanto in Valacchia ma anche nel resto dei territori cristiani nei Balcani. Fece erigere (1517) il Monastero di Curtea de Argeș ed ordinò la ristrutturazione della vecchia chiesa metropolitana di Târgoviște nonché della Chiesa di San Nicola di Brașov.
Basarab V Neagoe fu anche patrono della cultura. Al principio del suo regno venne par la prima volta stampato il Vangelo a Târgoviște. Il voivoda stesso redasse un'opera in Slavo ecclesiastico, titolato "Insegnamenti di Neagoe Basarab al figlio Teodosio" (Învățăturile lui Neagoe Basarab către fiul său Teodosie in Lingua rumena), nella quale trattò di filosofia, diplomazia, morale ed etica.

### Discendenza
Basarab V Neagoe si unì ad una principessa della Serbia, Milica Despina Branković, figlia del despota Stefan III Branković. Dal matrimonio nacquero diversi eredi:
- Teodosio di Valacchia;
- Giovanna, morta il 27 novembre 1518;
- Petru, morto il 15 giugno 1519;
- Angelina, morta il 3 agosto 1519;
- Ruxandra, morta in esilio in Egitto nel 1545, sposò due principi di Valacchia bisognosi dell'appoggio dei Craiovești: Radu V de la Afumați (1524) e Radu VII Paisie (1541);
- Stana, chiamata Sofronia a partire dal 1530, sposata intorno al 1524 con il voivoda di Moldavia Ștefaniță Mușat.